# فطيمون (ساة)
'

تعديل مصدري - تعديل

فطيمون هي إحدى قرى عزلة ساه بمديرية ساة التابعة لمحافظة حضرموت، بلغ تعداد سكانها 26 نسمة حسب تعداد اليمن لعام 2004.